# Hak chirurgiczny

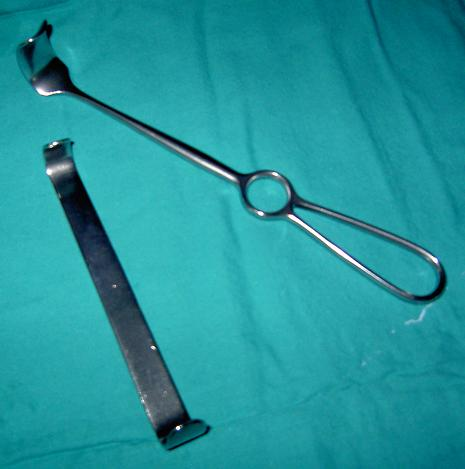
Haki chirurgiczne różnych typów

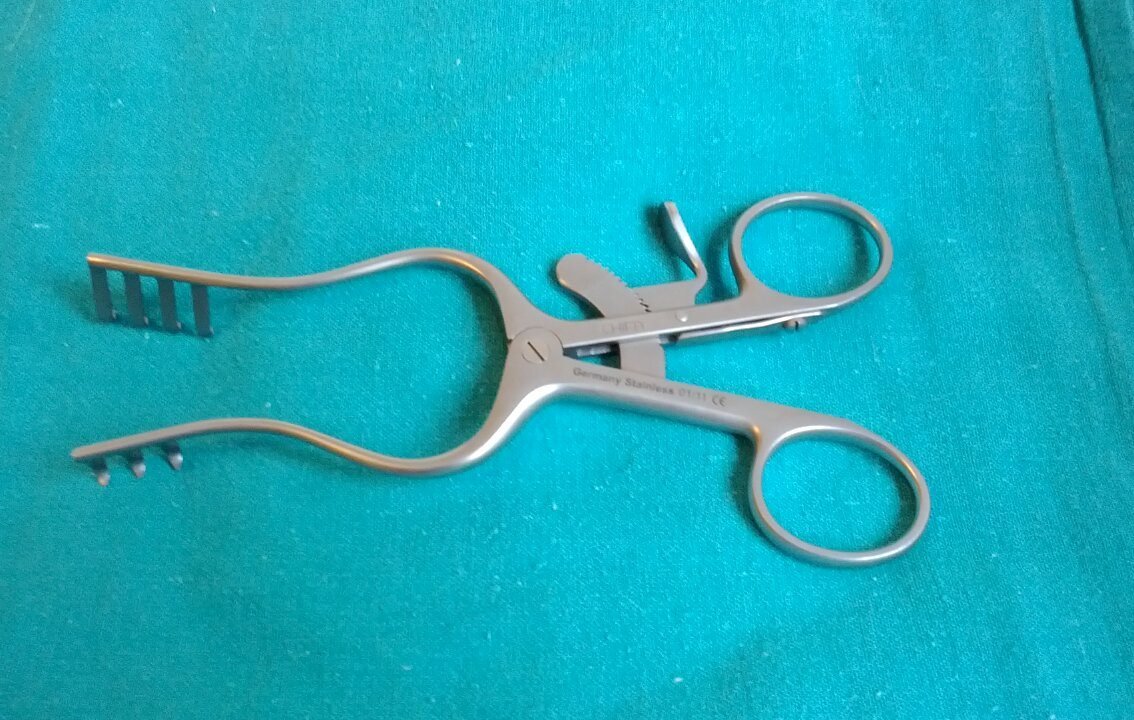
Retraktor automatyczny Weitlaner

Hak chirurgiczny (rozwieracz, retraktor) – narzędzie chirurgiczne służące do odsuwania od siebie struktur anatomicznych (np. brzegów ran, mięśni i innych tkanek) podczas operacji, aby zapewnić chirurgowi odpowiednie odsłonięcie pola operacyjnego oraz do podtrzymywania i ochrony różnych narządów wewnętrznych podczas przeprowadzania operacji.
Istnieje wiele różnych rodzajów retraktorów. Umożliwia to zastosowanie ich w różnych częściach ciała i tkankach. Wyróżnia się retraktory ręczne, które wymagają stałego trzymania podczas zabiegu oraz retraktory automatyczne (samotrzymające), które są zbudowane z co najmniej dwóch łyżek i dzięki możliwości ich zablokowania w danej pozycji nie wymagają trzymania podczas zabiegu.

## Chirurgia jamy brzusznej
W chirurgii jamy brzusznej zastosowanie mają haki ręczne (np. Hak Farabeufa) oraz automatyczne (np. Rozwieracz Balfour).

## Chirurgia klatki piersiowej
W chirurgii klatki piersiowej wyróżnia się dwa rodzaje rozwieraczy:
- żebrowe – służące do rozwarcia przestrzeni międzyżebrowych bez usuwania żeber
- mostkowe – służące do rozwierania rozciętych brzegów mostka (np. Rozwieracz Finochietto)[2]